# Douglas (motorfiets)
Douglas is een Brits historisch merk van motorfietsen en cyclecars.
De bedrijfsnamen waren: Douglas Bros, Douglas Motors Ltd., Aero Engines Ltd., Douglas Ltd, Douglas (Sales & Service) Ltd., Kingswood (Bristol).

## Voorgeschiedenis
De gebroeders William en Edwin Douglas richtten de Douglas Engineering Company in 1882 op in Bristol, aanvankelijk als smederij, maar later werd het een ijzergieterij. Een van hun klanten werd Light Motors Ltd., het bedrijf van Joseph L. Barter dat ook in Bristol gevestigd was en gemotoriseerde fietsen produceerde. Barter ontwikkelde het "Fée Bicycle System", waarbij een 200cc-boxermotor dwars in het frame gebouwd werd. Die motor dreef via een korte ketting een asje aan waarin de koppeling zat. Van daar af dreef een riem het achterwiel aan. De gebroeders Douglas goten zuigers en cilinders voor Barter en toen Light Motors in 1907 werd verkocht aan een bedrijf in Londen trad Joseph Barter als ontwerper en hoofdingenieur in dienst van de gebroeders Douglas die de productierechten van de motorfietsen overnamen.

### Jaren nul
Zo bracht men onder de naam "Douglas" al in 1907 een 350cc-gemotoriseerde fiets uit, waarbij de motor op dezelfde manier geplaatst was, maar de extra as en de koppeling waren verdwenen en de riem dreef het achterwiel vanaf de krukas rechtstreeks aan. De Douglas was in 1907 nog niet meteen een succes. Het model werd tentoongesteld op de Stanley Show, maar William Douglas verklaarde jaren later dat er toen geen enkele machine besteld werd. In 1907 werden 27 exemplaren gebouwd, waarvan men er 24 wist te verkopen.

#### Modellenoverzicht jaren nul
| 2¾ HP-modellen | Model A 2¾ HP | Model B 2¾ HP |
| -------------- | ------------- | ------------- |
| Periode        | 1907-1908     | 1909-1911     |
| Categorie      | Toermotor     | Toermotor     |
| Cilinderinhoud | 340 cc        | 340 cc        |

### Jaren tien

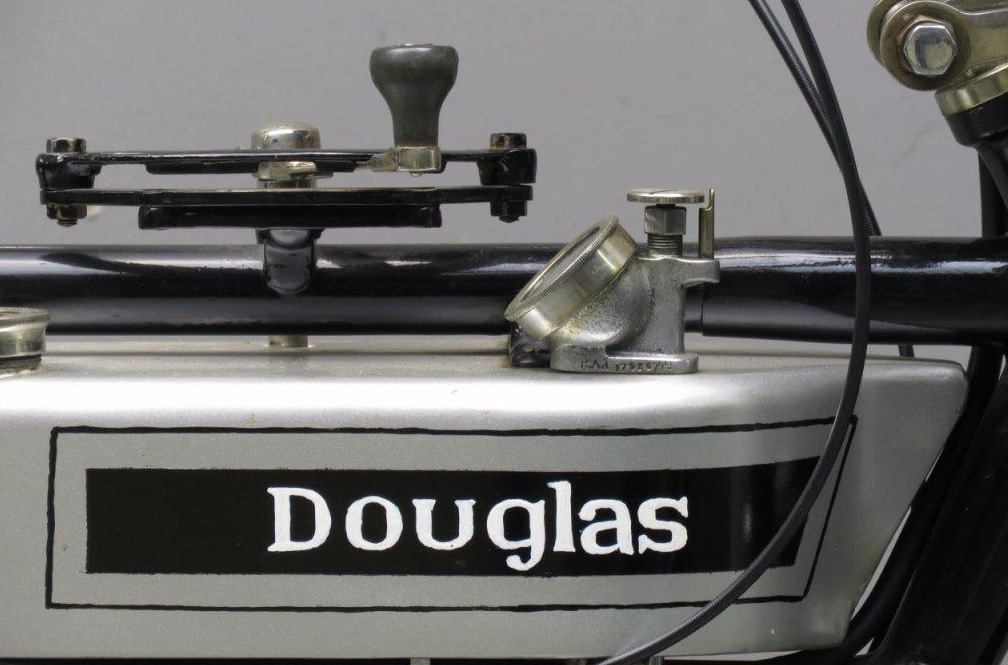
Het bijzondere "Tram Driver" schakelmechanisme van Douglas

In 1910 beleefde het merk haar grote doorbraak, toen de Scottish Six Days Trial werd gewonnen. De wedstrijdmachines hadden de door Barter ontwikkelde tweeversnellingsbak, die al snel op de productiemodellen werd overgenomen. De motor hing toen nog hoog in het frame, maar in 1911 werd het frame aangepast zodat het blok lager geplaatst kon worden en ook het zadel 5 cm lager kwam te staan. Men ontwikkelde ook een schakelmechanisme, maar geen echte versnellingsbak. Onder de motor kwam een kastje met een schakelsysteem dat was afgeleid van een draaibank. De bediening gebeurde met een draaihendel op de tank dat leek op de snelheidsregelaar van een tram en de bijnaam: "Tram Driver" kreeg. In 1912 werden de snuffelkleppen vervangen door gestuurde zijkleppen. Harry Bashall won in 1912 de Junior TT op het eiland Man met een 350cc-Douglas, maar het succes was extra groot doordat E. Kickham in zijn tweede TT tweede werd en J. Stewart werd - ook al in zijn tweede TT - vierde. In dat jaar bouwde Douglas een speciale 964cc-boxermotor met de bedoeling om die in een cyclecar te bouwen, maar voorlopig werd deze motor als inbouwmotor aan Williamson in Coventry geleverd. De motor had aanvankelijk waterkoeling, maar werd vanaf 1913 ook met luchtkoeling geleverd.
Bij het uitbreken van de Eerste Wereldoorlog was Douglas kennelijk al een gerenommeerd merk, want het kreeg de opdracht om ongeveer 25.000 militaire motorfietsen te maken. Terwijl bijna alle andere merken een productieverbod kregen vanwege de materiaalschaarste, leverde Douglas in 1915 niet minder dan zeven uitvoeringen van de 350cc/2¾pk-motor en daarnaast twee 596cc/4pk-modellen: Model A en B, die vooral bedoeld waren als zijspantrekker. In 1917 moest men wel stoppen met de civiele productie.
Bij de zwaardere modellen werd wet-sumpsmering met een kijkglaasje voor het oliepeil toegepast, de lichtere modellen hadden nog handsmering. Bovendien werd bij de zwaardere modellen de kleppen boven de cilinder gezet.

#### Cyclecar
In 1913 werd een versie van de watergekoelde litermotor (nu met een cilinderinhoud van 1.070 cc) gebruikt voor de bouw van een tweezits-cyclecar. De uitrusting was beter dan die van bestaande cyclecars en de auto had ook cardanaandrijving, wat erop duidt dat de motor zeer waarschijnlijk langsgeplaatst was (daardoor was asaandrijving eenvoudiger). De achtervering was ook bijzonder en gebeurde via een horizontale schroefveer die boven de starre achteras was gemonteerd. De vooras had semi-elliptische bladvering. De Douglas-cyclecar kostte £ 200,=.
Door het uitbreken van de oorlog moest de productie worden gestaakt, maar in 1919 kwam de cyclecar terug met een 1.182cc-motor, die onmiddellijk weer werd vervangen door een 1.224cc-versie en de prijs steeg eerst naar £ 400,= en later zelfs naar £ 500,=. Nu was de auto echt te duur en er werden er slechts een paar honderd gebouwd. In 1922 eindigde de productie definitief.

#### Modellenoverzicht jaren tien
| 2¾ HP-modellen           | Model C 2¾ HP | Model D 2¾ HP | Model E 2¾ HP | Model F 2¾ HP | Model G 2¾ HP | Model H 2¾ HP  | Model J 2¾ HP  |
| ------------------------ | ------------- | ------------- | ------------- | ------------- | ------------- | -------------- | -------------- |
| Periode                  | 1910          | 1911          | 1911          | 1911          | 1912          | 1912           | 1912           |
| Categorie                | Toer          | Toer          | Toer          | Damesmodel    | Toer          | Toer           | Toer           |
| Cilinderinhoud           | 340 cc        | 340 cc        | 340 cc        | 340 cc        | 340 cc        | 340 cc         | 340 cc         |
| 2¾ HP-modellen (vervolg) | Model K 2¾ HP | Model L 2¾ HP | Model N 2¾ HP | Model O 2¾ HP | Model P 2¾ HP | Model R 2¾ HP  | Model S 2¾ HP  |
| Periode                  | 1912          | 1912          | 1913          | 1913          | 1913          | 1913           | 1913           |
| Categorie                | Toer          | Damesmodel    | Toer          | Toer          | Toer          | Toer           | Damesmodel     |
| Cilinderinhoud           | 340 cc        | 340 cc        | 350 cc        | 350 cc        | 350 cc        | 350 cc         | 350 cc         |
| 2¾ HP-modellen (vervolg) | Model T 2¾ HP | Model U 2¾ HP | Model V 2¾ HP | Model W 2¾ HP | Model X 2¾ HP | Model WD 2¾ HP | Model WS 2¾ HP |
| Periode                  | 1913          | 1914-1918     | 1914-1918     | 1914-1918     | 1915          | 1915-1921      | 1916           |
| Categorie                | Toer          | Toer          | Toer          | Toer          | Damesmodel    | Toer           | Prototype      |
| Cilinderinhoud           | 350 cc        | 350 cc        | 350 cc        | 350 cc        | 350 cc        | 350 cc         | 350 cc         |
| 3½ HP-modellen           | Model A 3½ HP | Model B 3½ HP |               |               |               |                |                |
| Periode                  | 1914-1915     | 1914-1915     |               |               |               |                |                |
| Categorie                | Toermotor     | Toermotor     |               |               |               |                |                |
| Cilinderinhoud           | 500 cc        | 500 cc        |               |               |               |                |                |
| 4 HP-modellen            | Model A 4 HP  | Model B 4 HP  |               |               |               |                |                |
| Periode                  | 1915-1919     | 1916-1924     |               |               |               |                |                |
| Categorie                | Toermotor     | Toermotor     |               |               |               |                |                |
| Cilinderinhoud           | 600 cc        | 600 cc        |               |               |               |                |                |

#### Afbeeldingen

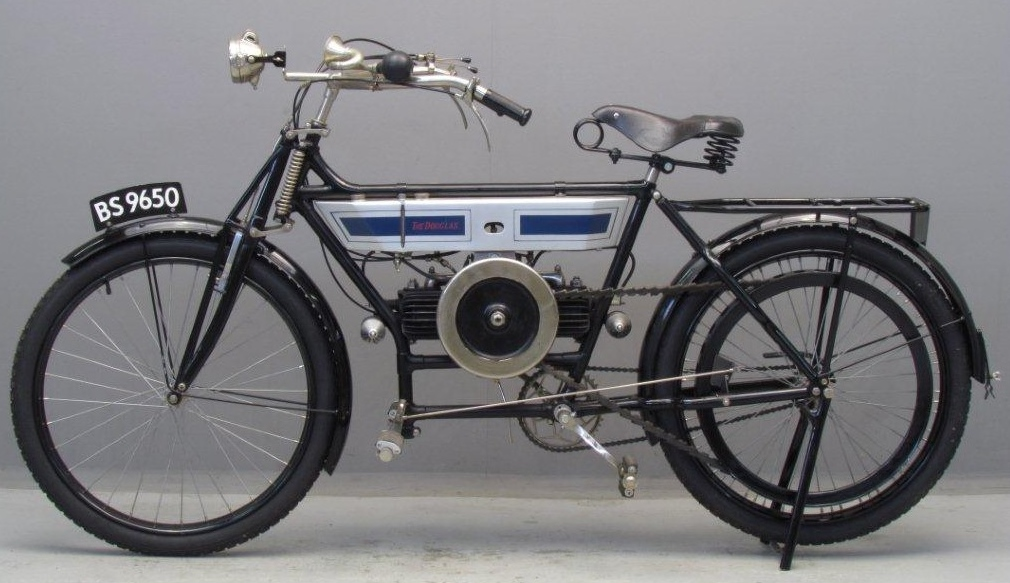
Model C uit 1910 met de dubbele framebuis onder de tank, maar nog zonder versnellingen
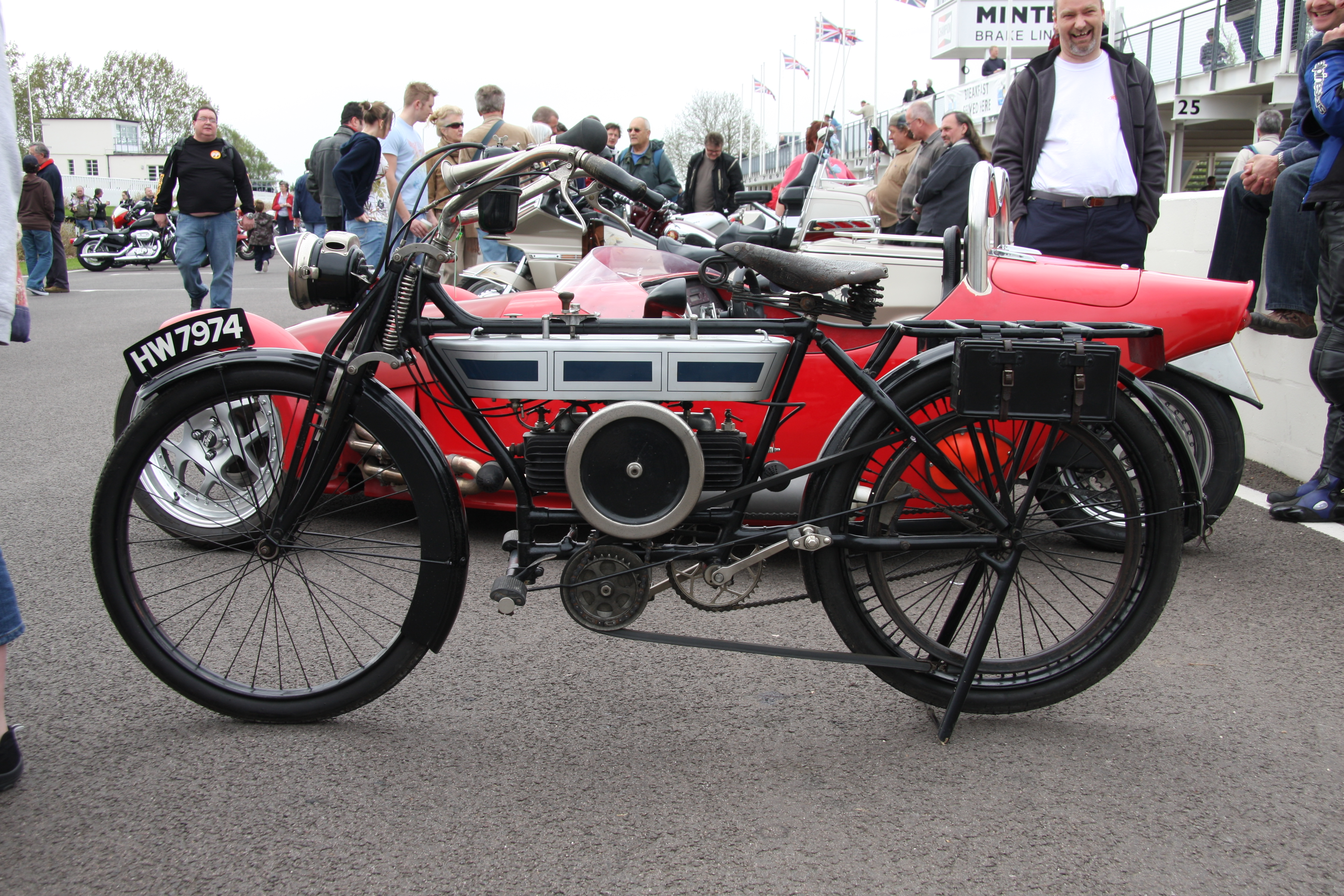
Het Model D uit 1911 had de door Joe Barter ontwikkelde tweeversnellingsbak onder de motor.
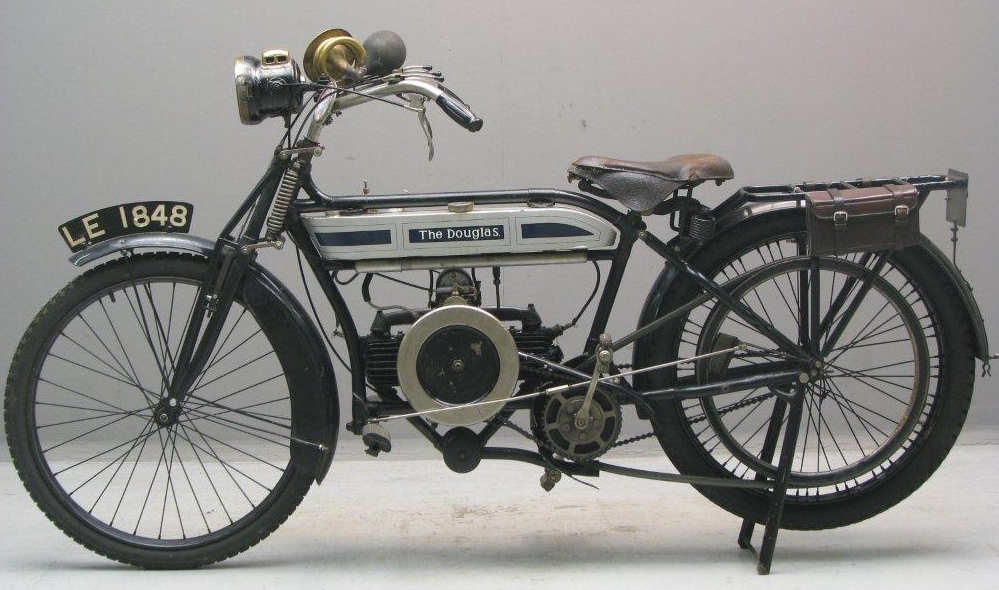
Het Model G uit 1912 had wel een extra kettingaangedreven asje achter de motor, maar geen versnellingen. Door het gewijzigde frame lag de motor lager en moest dit asje naar achteren worden verplaatst.
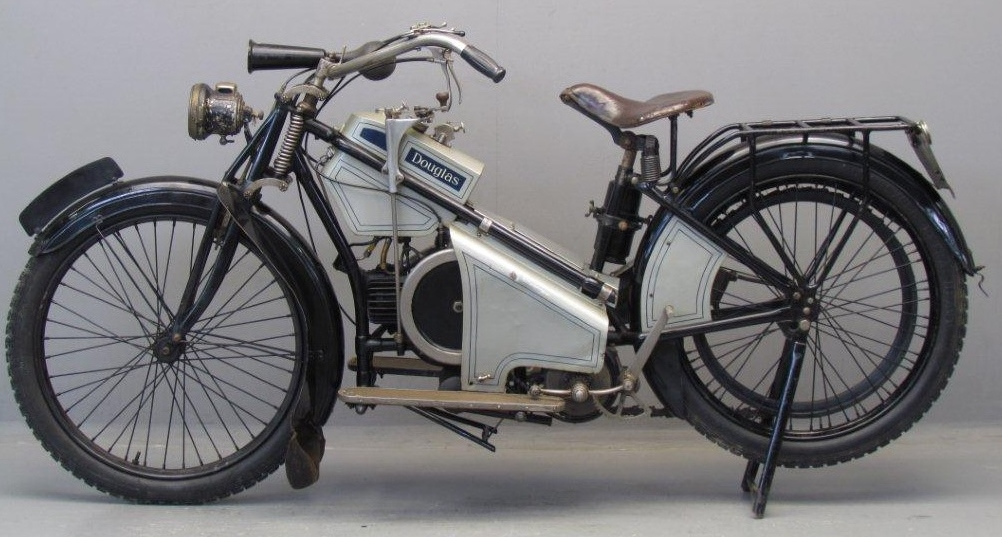
Tijdens de Eerste Wereldoorlog lag vrijwel de hele Britse motorfietsindustrie stil, maar Douglas bracht nog nieuwe modellen uit, waaronder dit Model X damesmodel
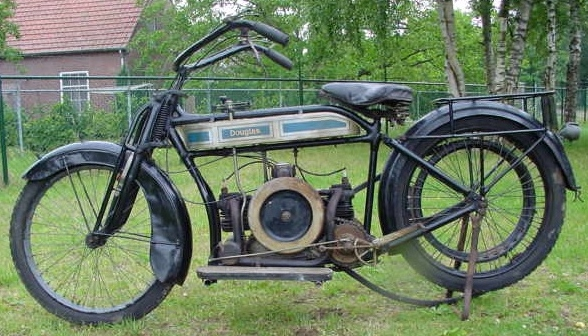
Na de oorlog kocht Douglas van het War Department een aantal motorfietsen terug om ze als "civiele" motorfiets weer op de markt te brengen, zoals deze Model B 4 HP uit 1916.
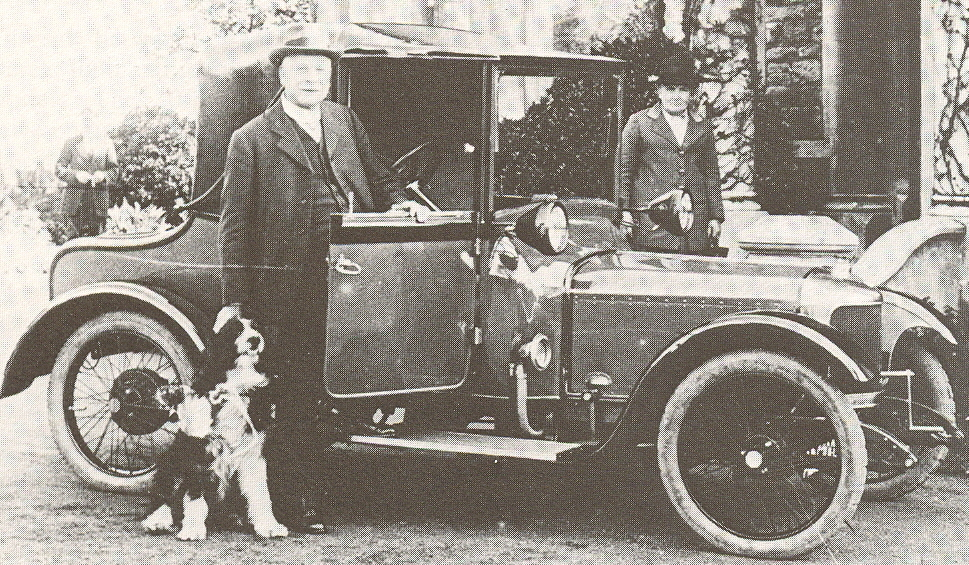
Douglas Cyclecar uit 1919.

### Jaren twintig
Na de oorlog duurde het lang tot er nieuwe ontwikkelingen plaatsvonden. Douglas meldde de reden ook in de catalogi: "onze machines zijn zo goed dat ze niet verbeterd hoeven te worden". De motorcoureurs Cyril Pullin en Freddie Dixon traden in dienst van Douglas en Pullin ontwikkelde het 350cc-Model EW, dat uiterlijk niet veel verschilde van zijn voorgangers, maar zowel het motorblok als het frame waren verbeterd en het model had volledige kettingaandrijving. Al snel volgde een 600cc-versie van de EW. De ontwikkelingen van de racemotoren leverden uiteindelijk ook kopklepmotoren voor klanten op.

#### Racemotoren
In 1923 ontstond het door Stephen Leslie ("Les") Bailey ontwikkelde racemodel Douglas Model RA met kopklepmotor, waarbij de letters verwezen naar de primitieve schijfrem die was ontwikkeld door de "Research Association". Jim Whalley won de Grand Prix van Frankrijk met die machine en Tom Sheard won de Senior TT. Freddie Dixon, een allround-coureur die in allerlei takken van motorsport uitblonk, bleek ook met een zijspancombinatie overweg te kunnen en won met bakkenist Walter Denny de allereerste Sidecar TT. Wat meer op de achtergrond reed Cyril Pullin, die in 1914 met een Rudge de Senior TT had gewonnen, maar sindsdien meer naam had gemaakt als constructeur met zijn eigen merk Pullin-Groom. Hij reed met Douglas-motorfietsen naar een 23e plaats in de Senior TT en een 9e plaats in de Junior TT. Intussen waren in Australië de Dirttrackraces populair geworden en uit het Model RA werden in de tweede helft van de jaren twintig twee dirttrackracers ontwikkeld: de 500cc-DT 5 en de 600cc-DT 6. Dit waren eenvoudige machines zonder koppeling, maar met de kopklepmotor met drie versnellingen die ook in de SW 5 racers werd gebruikt. De Australiërs reden demonstratieraces om hun sport ook in Groot-Brittannië populair te maken en dat lukte zelfs binnen enkele maanden. In Engeland ontwikkelde zich de sport echter al snel in de richting van de kortebaan Speedway, waar de Douglas met zijn lange wielbasis niet zo geschikt voor was. Voor clubmanraces ontwikkelde Freddie Dixon de S 5, SW 5 en de S 6, gebaseerd op de dirttrackracers, maar voorzien van spatborden, remmen, twee voetsteunen en een vliegwielkoppeling, zodat de machines geschikt waren om over de openbare weg naar races te rijden.

#### (Invloed op) andere merken
Douglas leverde nooit inbouwmotoren aan andere merken, met één uitzondering: de Williamson uit het begin van de jaren tien. Daar werd echter de motor van de cyclecar gebruikt. In 1917 bracht Indian het 250cc-Model O uit, dat erg veel leek op een Douglas, ook waar het de laaggeplaatste versnellingsbak en het frame betrof. Toen dat in 1919 weer verdween kwam Harley-Davidson met het Model W, dat ook al geïnspireerd leek op een Douglas. Beide merken gebruikten echter al kettingaandrijving. In Duitsland hadden de Douglas-boxermotoren een zeer grote invloed. Allereerst verwierf Bosch de licentie om ze ter plekke te bouwen en ook als inbouwmotor uit te leveren aan andere merken. Bayerische Flugzeugwerke-constructeur Martin Stolle bezat een dergelijke motorfiets en was onder de indruk van de kracht en de betrouwbaarheid. In 1919 ontwikkelde hij de BMW M2B15 motor, die gebaseerd was op de Bosch-Douglas en als inbouwmotor werd geleverd aan Corona, Bison, Heller, SMW en Victoria. Bovendien werd hij als stationaire motor toegepast. Karl Rühmer ontwikkelde voor BFW de Helios, waarvan de laatste geproduceerde exemplaren al een BMW-logo kregen. Uiteindelijk draaide Max Friz de motor een kwart slag en ontstond de BMW R32 met langsgeplaatste motor, waardoor ook asaandrijving mogelijk werd. Deze bouwwijze houdt BMW nog steeds in stand. Opmerkelijk is dat geen van deze bedrijven vasthield aan de riemaandrijving, die Douglas zelf nog tot ver in de jaren twintig bleef toepassen.

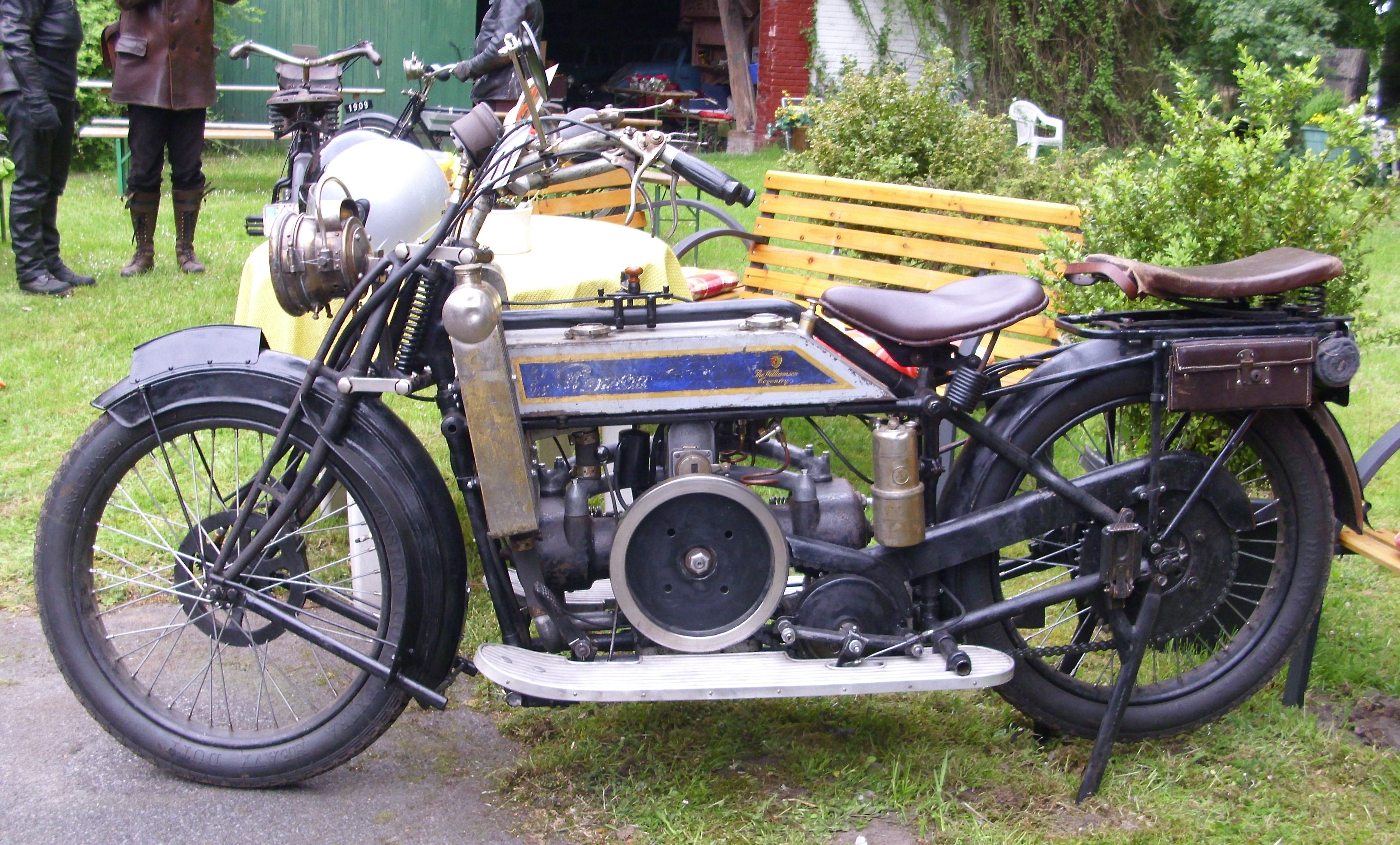
Williamson uit 1913 met watergekoelde Douglas-motor.
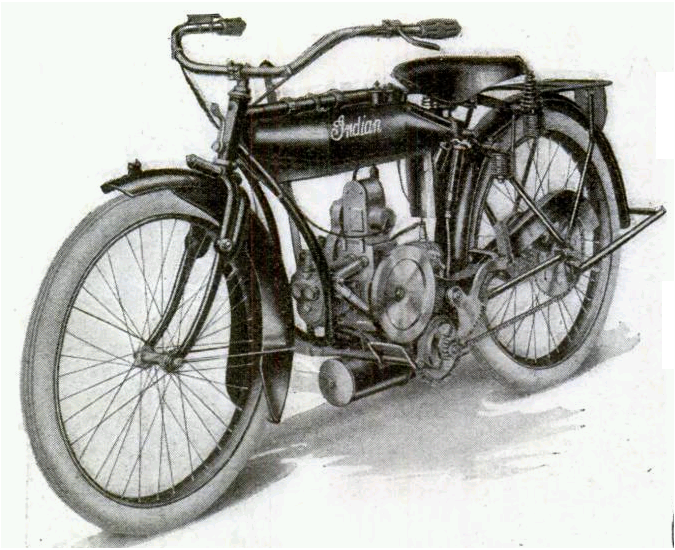
Indian Model O uit 1917
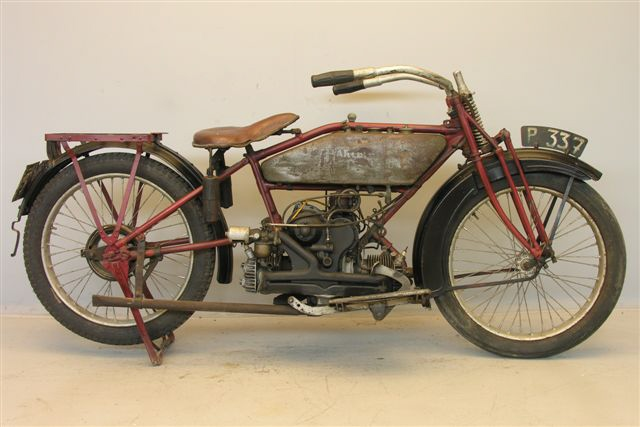
Harley-Davidson Model W
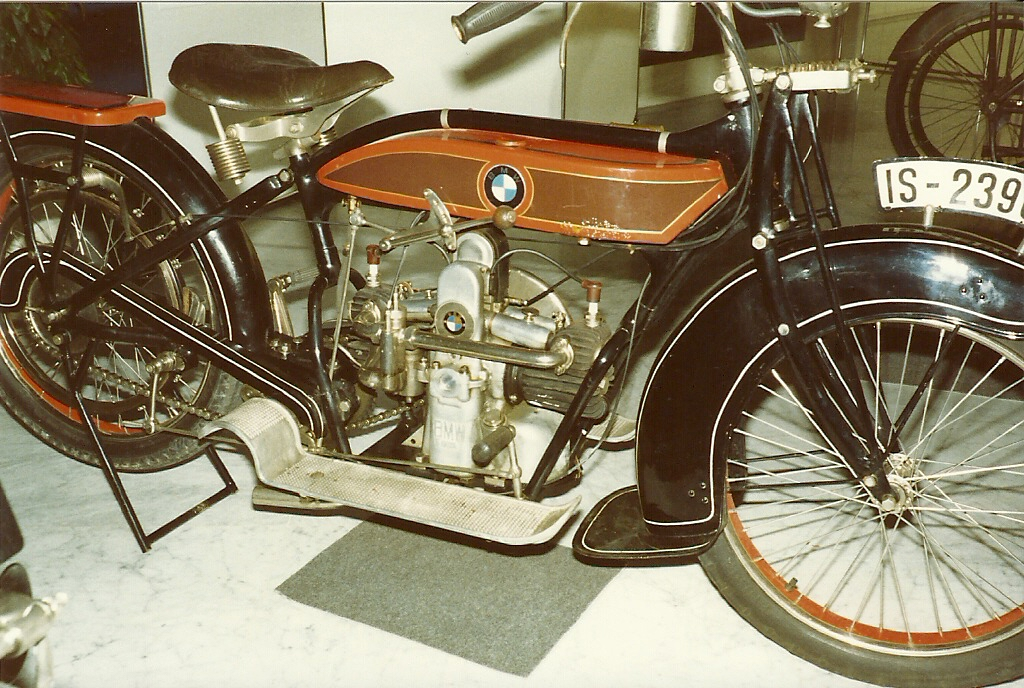
Helios uit 1922, een van de laatste exemplaren, dat al een BMW-logo had.
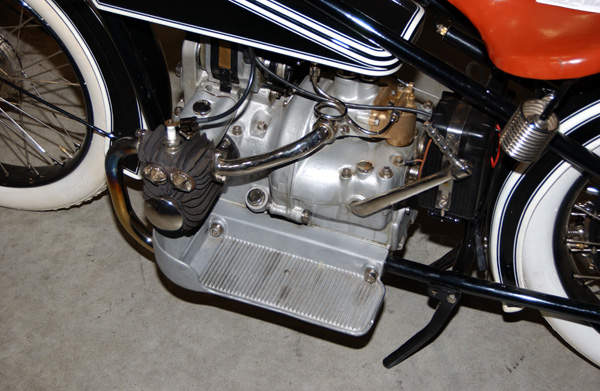
BMW draaide al in 1923 de motor in het frame. Douglas deed dat pas in 1935.

#### Modellenoverzicht jaren twintig
| 2¾ HP-modellen           | WD 20 2¾ HP       | W             | Sport 2¾ HP       | WD 21 2¾ HP | W 22      | 3SC 2¾ HP   | TS 2¾ HP   | W 23     |          |
| ------------------------ | ----------------- | ------------- | ----------------- | ----------- | --------- | ----------- | ---------- | -------- | -------- |
| Periode                  | 1920              | 1920-1921     | 1921              | 1921        | 1922      | 1923        | 1923       | 1923     |          |
| Categorie                | Toer              | Toer          | Sport             | Toer        | Toer      | Toer        | Toer       | Toer     |          |
| Cilinderinhoud           | 350 cc            | 350 cc        | 350 cc            | 350 cc      | 350 cc    | 350 cc      | 350 cc     | 350 cc   |          |
| 2¾ HP-modellen           | SW 24 2¾ HP       | TS 24         | CW                | CW 25       | TS 25     | CW 26       | TS 26      |          |          |
| Periode                  | 1924              | 1924          | 1924              | 1925        | 1925      | 1926        | 1926       |          |          |
| Categorie                | Toer              | Toer          | Toer              | Toer        | Toer      | Toer        | Toer       |          |          |
| Cilinderinhoud           | 350 cc            | 350 cc        | 350 cc            | 350 cc      | 350 cc    | 350 cc      | 350 cc     |          |          |
| Overige 350cc-modellen   | OW                | RW 24         | EW Sport          | EW Standard | EW Luxe   | TT Replica  |            |          |          |
| Periode                  | 1923-1926         | 1924          | 1926-1927         | 1926-1927   | 1927      | 1927-1929   |            |          |          |
| Categorie                | Sport             | Fabrieksracer | Sport             | Toer        | Toer      | Clubman     |            |          |          |
| Cilinderinhoud           | 350 cc            | 350 cc        | 350 cc            | 350 cc      | 350 cc    | 350 cc      |            |          |          |
| 350cc-modellen (vervolg) | A 28              | B 28          | C 28              | D 28        | A 29      | B 29        | D 29       | L 29     |          |
| Periode                  | 1928              | 1928          | 1928              | 1928        | 1929      | 1929        | 1929       | 1929     |          |
| Categorie                | Sport             | Colonial      | Sport             | Sport       | Sport     | Toer        | Toer       | Colonial |          |
| Cilinderinhoud           | 350 cc            | 350 cc        | 350 cc            | 350 cc      | 350 cc    | 350 cc      | 350 cc     | 350 cc   |          |
| 500cc-modellen           | S 1               | RA 23/RA 24   | TT Replica        | G 28        | DT 5      | SW 5        | G 29       |          |          |
| Periode                  | 1920-1924         | 1923-1925     | 1926-1929         | 1928        | 1928-1931 | 1928-1931   | 1929       |          |          |
| Categorie                | Sport             | Fabrieksracer | Clubman           | Sport       | Dirttrack | Speedway    | Sport      |          |          |
| Cilinderinhoud           | 500 cc            | 500 cc        | 500 cc            | 500 cc      | 500 cc    | 500 cc      | 500 cc     |          |          |
| 600cc-modellen           | B 20              | B 21          | 4 HC              | OB          | RA        | OC Standard | TT Replica | EW       | EW Sport |
| Periode                  | 1920              | 1921-1923     | 1923              | 1924-1925   | 1925      | 1926-1927   | 1926-1929  | 1927     | 1927     |
| Categorie                | Toer              | Toer          | Zijspancombinatie | Sport       | Clubman   | Sport       | Clubman    | Toer     | Sport    |
| Cilinderinhoud           | 600 cc            | 600 cc        | 600 cc            | 600 cc      | 600 cc    | 600 cc      | 600 cc     | 600 cc   | 600 cc   |
| 600cc-modellen (vervolg) | OC De Luxe        | E 28          | F 28              | H 28        | DT 6      | SW 6        | E 29       | F 29     | H 29     |
| Periode                  | 1927              | 1928          | 1928              | 1928        | 1928-1932 | 1928-1932   | 1929       | 1929     | 1929     |
| Categorie                | Sport             | Toer          | Sport             | Sport       | Dirttrack | Speedway    | Toer       | Sport    | Sport    |
| Cilinderinhoud           | 600 cc            | 600 cc        | 600 cc            | 600 cc      | 600 cc    | 600 cc      | 600 cc     | 600 cc   | 600 cc   |
| 750cc-modellen           | HE                | S 2           | 4/HE              |             |           |             |            |          |          |
| Periode                  | 1923              | 1923-1924     | 1924              |             |           |             |            |          |          |
| Categorie                | Zijspancombinatie | Sport         | Zijspancombinatie |             |           |             |            |          |          |
| Cilinderinhoud           | 750 cc            | 750 cc        | 750 cc            |             |           |             |            |          |          |

#### Afbeeldingen

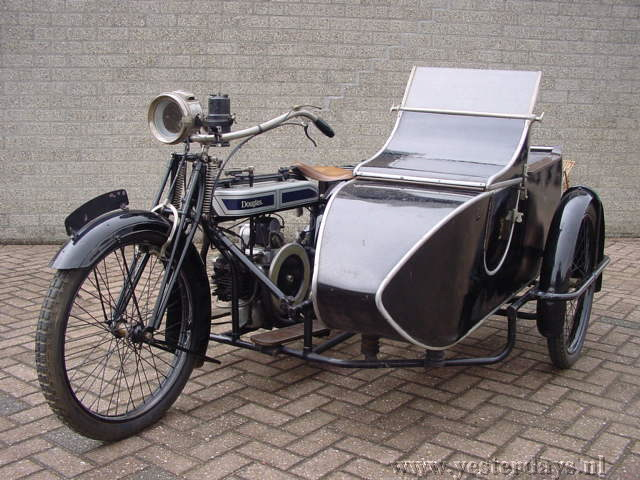
Douglas 4pk-zijspancombinatie uit 1923.
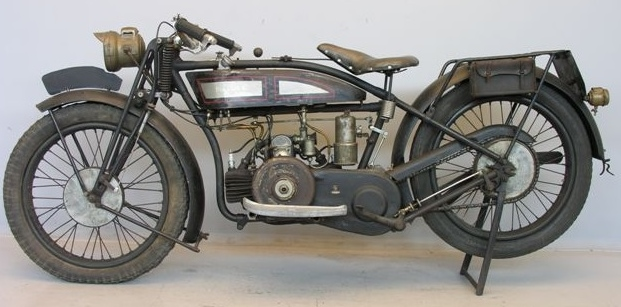
Het door Cyril Pullin ontwikkelde Model EW uit 1925 kreeg volledige kettingaandrijving
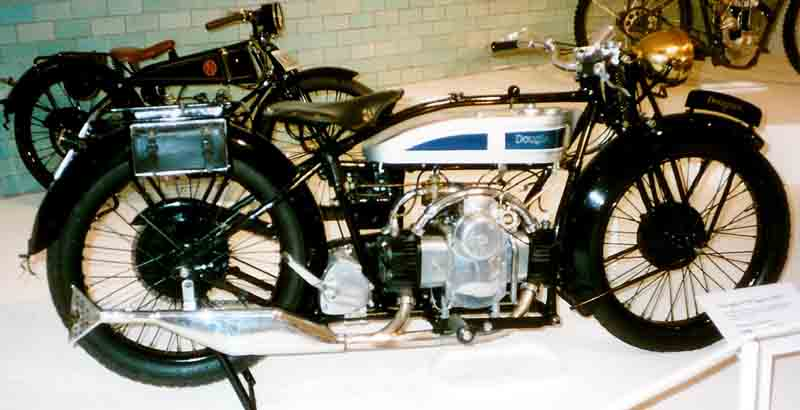
Douglas EW 600 Sport uit 1927
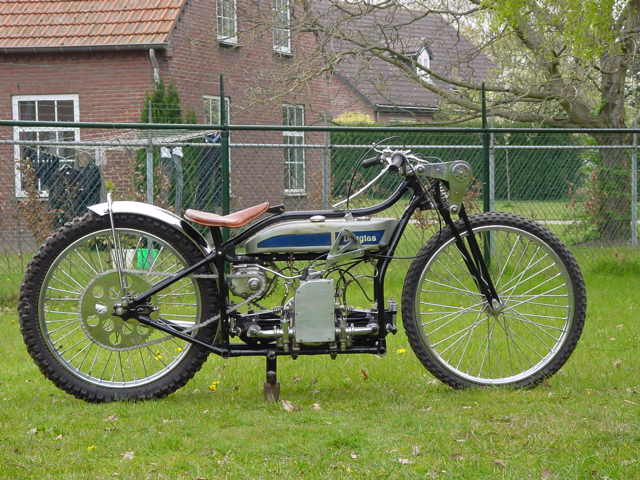
Deze Douglas DT 5 uit 1928 was bedoeld voor Dirttrack races.
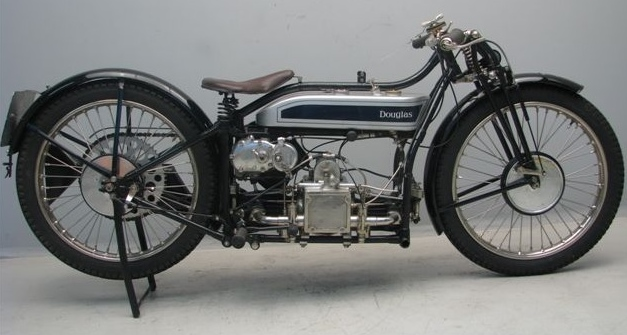
De Douglas SW 5 was voor speedway bedoeld en was uitgerust met trommelremmen
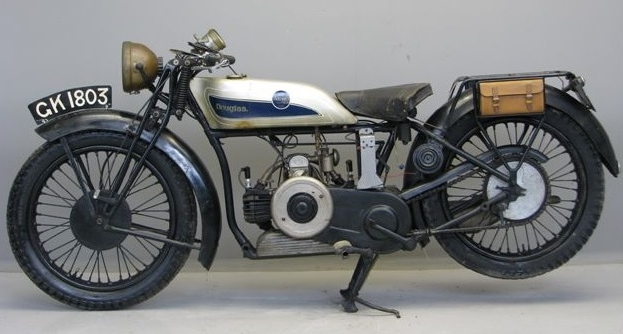
Vanaf 1929 werden zadeltanks toegepast, zoals op dit Model B 29, dat voor de Britse koloniën bestemd was.

### Jaren dertig
De jaren twintig werden afgesloten met een aantal succesvolle modellen: de EW-modellen en de dirttrack- en speedwayracers die goed verkocht werden. Freddie Dixon ontwierp de S 5, S 6 en T 6-modellen waarmee de jaren dertig aanvingen. In 1932 werd de bedrijfsnaam veranderd in "Douglas Motors Ltd." en een aantal modellen kreeg de namen van hondenrassen. Het ging echter slecht met het bedrijf en in 1933 stond de productie praktisch stil. Met restvoorraden uit de jaren ervoor werden nog wat motorfietsen gemaakt, maar Douglas stond aan de rand van het faillissement. William Douglas greep persoonlijk in. Hij bestelde bij Villiers een aantal 150cc-tweetaktmotoren waarmee eind 1933 het model Bantam op de markt werd gebracht. De Villiers-motor werd gekopieerd en in 1934 had de Bantam X al een eigen 150cc-motortje. In 1935 verschenen de 500cc-Blue Chief en de Endeavour. De Blue Chief had nog een conventionele bouwwijze, maar de Endeavour had eindelijk de langsgeplaatste motor die BMW al twaalf jaar gebruikte. Deze machine kreeg logischerwijze ook asaandrijving. Douglas Motors Ltd. werd in dit jaar overgenomen door de Bond Aircraft & Engineering Co., die de motorfietsproductie wilde staken om de fabriekshal te gebruiken voor haar eigen productie. Daar kwam men echter vrijwel meteen op terug en in 1936 verschenen een aantal modellen die verwezen naar BAC: de Aero 250, Aero 350, Aero 500 en Aero 600. Rond 1938 werd de productie alsnog gestaakt, maar zoals al eerder was gebeurd konden kopers in 1939 toch nog terecht doordat de restvoorraden van onderdelen werden opgemaakt.

#### Modellenoverzicht jaren dertig
| 150cc-modellen           | Bantam       | Bantam X         | Bantam X 1  | Bantam 5 X         | Bantam 5 X.1 | CL 38          |               |        |
| ------------------------ | ------------ | ---------------- | ----------- | ------------------ | ------------ | -------------- | ------------- | ------ |
| Periode                  | 1933         | 1934             | 1934        | 1935               | 1935         | 1938           |               |        |
| Categorie                | Toer         | Toer             | Toer        | Toer               | Toer         | Prototype      |               |        |
| Cilinderinhoud           | 150 cc       | 150 cc           | 150 cc      | 150 cc             | 150 cc       | 150 cc         |               |        |
| 250cc-modellen           | Y Comet      | 5 Y Comet        | Aero 250    |                    |              |                |               |        |
| Periode                  | 1934         | 1936             | 1936        |                    |              |                |               |        |
| Categorie                | Toer         | Toer             | Toer        |                    |              |                |               |        |
| Cilinderinhoud           | 245 cc       | 245 cc           | 245 cc      |                    |              |                |               |        |
| 350cc-modellen           | H 3          | L 3              | A 31        | B 31               | A 32 Terrier |                |               |        |
| Periode                  | 1930         | 1930             | 1931        | 1931               | 1932         |                |               |        |
| Categorie                | Colonial     | Colonial         | Toer        | Colonial           | Toer         |                |               |        |
| Cilinderinhoud           | 350 cc       | 350 cc           | 350 cc      | 350 cc             | 350 cc       |                |               |        |
| 350cc-modellen (vervolg) | B 32         | K 32             | Y1 Cotswold | 5Y.1 Cotswold      | Aero 350     |                |               |        |
| Periode                  | 1932         | 1932             | 1934        | 1935               | 1936         |                |               |        |
| Categorie                | Colonial     | Toer             | Toer        | Toer               | Toer         |                |               |        |
| Cilinderinhoud           | 350 cc       | 350 cc           | 350 cc      | 350 cc             | 350 cc       |                |               |        |
| 500cc-modellen           | S 5          | C 31             | F 31        | C 32 Bulldog       | F 32         | M 32           |               |        |
| Periode                  | 1930-1932    | 1931             | 1931        | 1932               | 1932         | 1932           |               |        |
| Categorie                | Sport        | Sport            | Sport       | Sport              | Sport        | Toer           |               |        |
| Cilinderinhoud           | 500 cc       | 500 cc           | 500 cc      | 500 cc             | 500 cc       | 500 cc         |               |        |
| 500cc-modellen (vervolg) | F 33         | OW Speed Special | Endeavour   | Aero 500           | Blue Chief   | DC/38          |               |        |
| Periode                  | 1933         | 1933             | 1935-1936   | 1935-1939          | 1935-1939    | 1938           |               |        |
| Categorie                | Sport        | Sport            | Toer        | Toer               | Toer         | Toer           |               |        |
| Cilinderinhoud           | 500 cc       | 500 cc           | 500 cc      | 500 cc             | 500 cc       | 500 cc         |               |        |
| 600cc-modellen           | T 6          | S 6              | E 31        | G 31               | H 31         | D 32 Greyhound | E 32 Ayredale | G 32   |
| Periode                  | 1930         | 1930-1931        | 1931        | 1931               | 1931         | 1932           | 1932          | 1932   |
| Categorie                | Toer         | Sport            | Toer        | Sport              | Sport        | Sport          | Toer          | Sport  |
| Cilinderinhoud           | 600 cc       | 600 cc           | 600 cc      | 600 cc             | 600 cc       | 600 cc         | 600 cc        | 600 cc |
| 600cc-modellen (vervolg) | D 33         | E 33             | G 33        | OW 1 Speed Special | Z            | 5 Z Wessex     | Aero 600      |        |
| Periode                  | 1933         | 1933             | 1933        | 1934               | 1934-1935    | 1934-1935      | 1936-1939     |        |
| Categorie                | Sport        | Toer             | Sport       | Sport              | Onbekend     | Onbekend       | Toer          |        |
| Cilinderinhoud           | 600 cc       | 600 cc           | 600 cc      | 600 cc             | 600 cc       | 600 cc         | 600 cc        |        |
| 750cc-modellen           | H 32 Mastiff | H 33             | Z1          | 5 Z.1 Powerflow    |              |                |               |        |
| Periode                  | 1932         | 1933             | 1934        | 1935               |              |                |               |        |
| Categorie                | Toer         | Toer             | Toer        | Toer               |              |                |               |        |
| Cilinderinhoud           | 744 cc       | 744 cc           | 744 cc      | 744 cc             |              |                |               |        |

#### Afbeeldingen

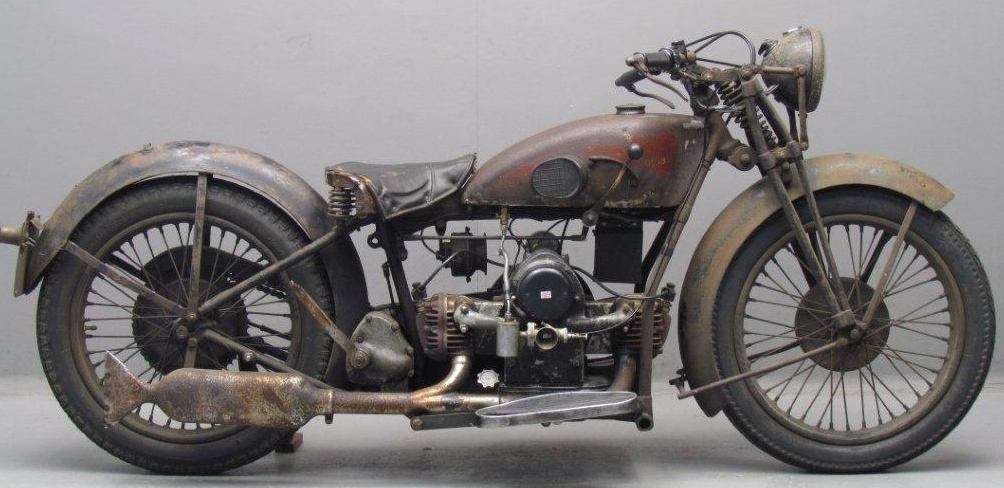
Douglas T6 600cc-zijklepper uit 1930
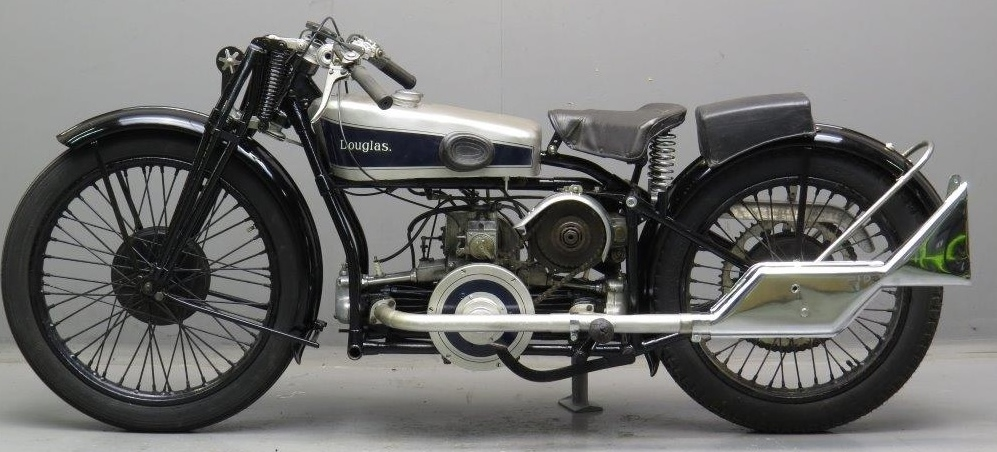
Douglas F31 500cc-kopklepper uit 1931, identiek aan de 600cc-G31
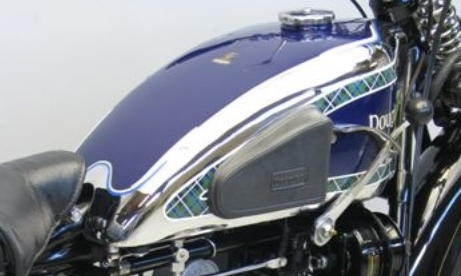
De verchroomde tank met tartanbiezen die vanaf 1932 werd gebruikt. Douglas had niets met Schotland te maken, maar de oprichters William en Edwin Douglas waren van Schotse afkomst.
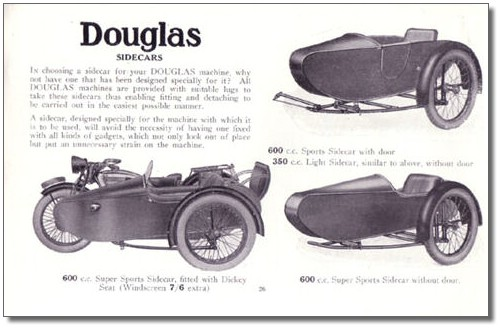
Douglas produceerde ook enige tijd zijspannen. Deze brochure dateert uit 1932.
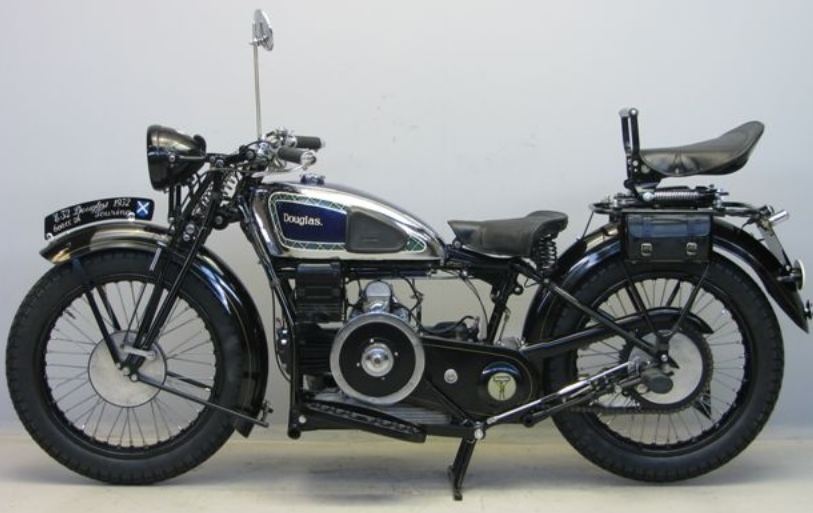
Douglas E 32 600cc-zijklepper uit 1932
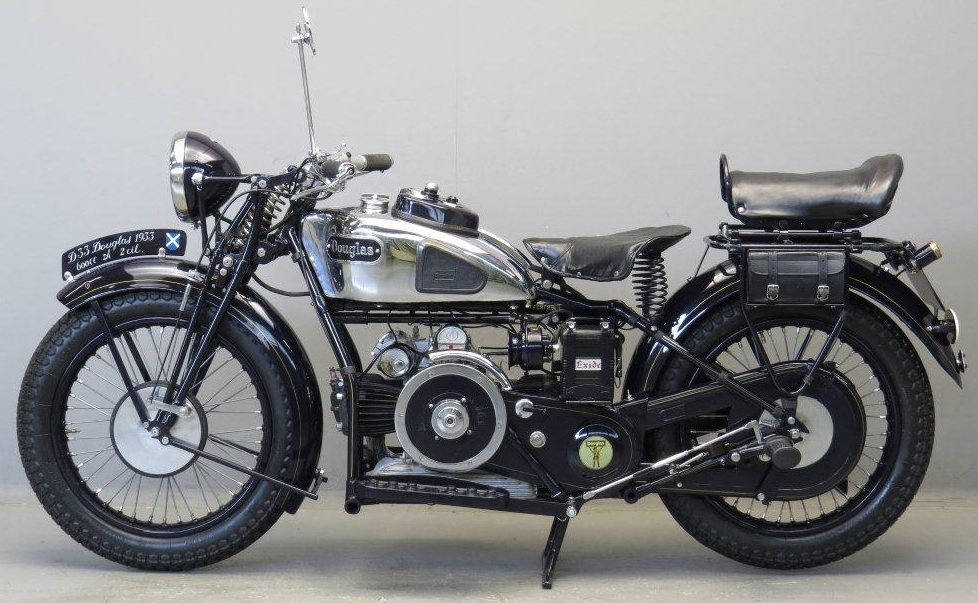
Douglas D 33 600cc-zijklepper uit 1933
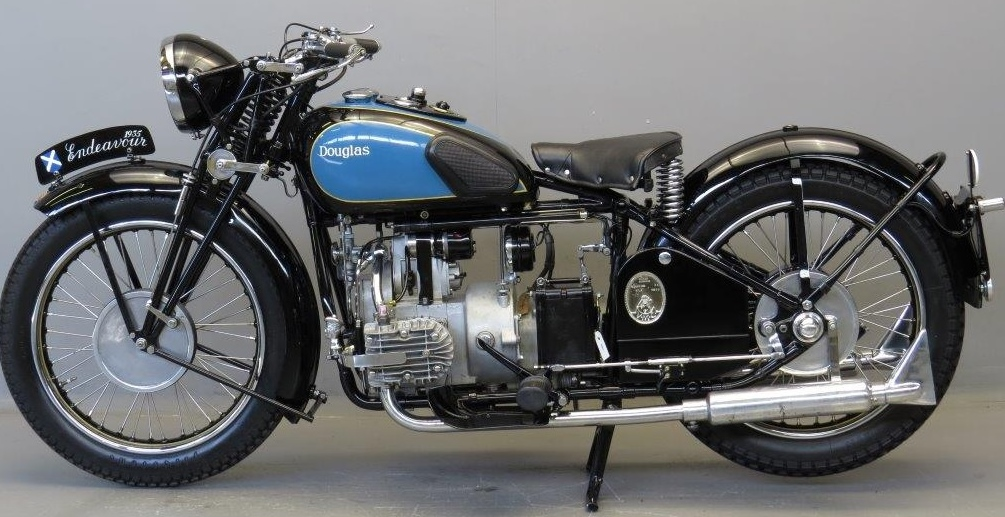
Douglas Endeavour uit 1935 met langsgeplaatste motor en asaandrijving
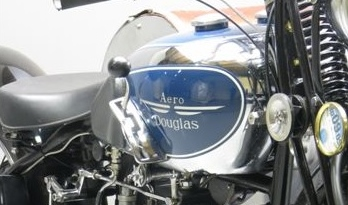
De toevoeging "Aero" werd alleen in 1936 en 1937 gebruikt
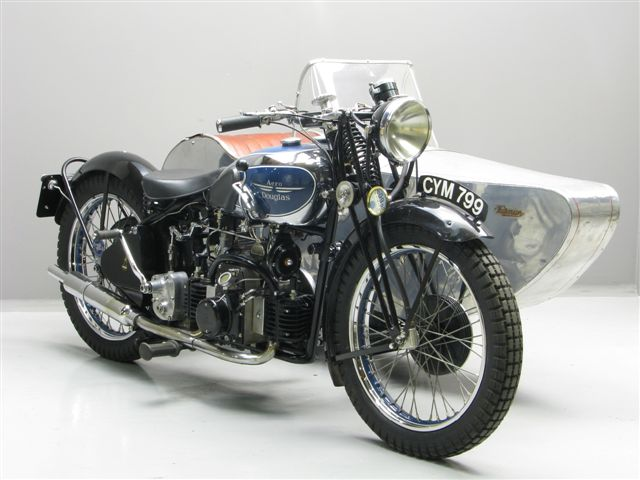
Douglas Aero 600/Watsonian-zijspancombinatie uit 1936, de "Aero Engines" periode.

### Jaren veertig en vijftig
Opnieuw zorgde een oorlog voor een opleving van het bedrijf. Tijdens de Eerste Wereldoorlog had men legermotorfietsen geproduceerd, tijdens de Tweede Wereldoorlog produceerde Douglas aggregaten voor de Britse strijdkrachten, waaronder de Royal Air Force. Daarvoor werden lichtgewicht motoren ontwikkeld, die jaren later aan de basis stonden voor de Douglas T 35-series. Tijdens de oorlog ontwierp men een 600cc-zijklepper, de DV 60, die het prototypestadium niet te boven kwam en waarvan slechts drie exemplaren werden gebouwd. Men had nu definitief gekozen voor de langsgeplaatste motor, waardoor de koelproblemen van de achterste cilinder waren opgelost, maar vreemd genoeg koos men ook voor kettingaandrijving.
Dat de motor van de T 35 eigenlijk uit de oorlogsproductie kwam, was bij sommige exemplaren in 1946 nog te zien. Soms waren er nog vooroorlogse koperen carburateurs gemonteerd en de kleppendeksels waren niet allemaal hetzelfde. Bij sommige stond de naam "Douglas" op een rechthoekige achtergrond. Dat waren Douglas aggregaten die bij BSA waren gebouwd. De T 35 werd tot 1956 doorontwikkeld. In 1948 verscheen er ook een sportmodel en de T 35 Competition, een scrambler die tot 1951 in productie bleef. De Mk IV uit 1949 kreeg torsievering en de Mk VI "Dragonfly" uit 1955 een swingarm achter en een Earles voorvork. Na een reorganisatie in 1948 veranderde de bedrijfsnaam in Douglas Sales & Service Ltd. Men verwierf een licentie om Vespa-scooters te produceren. In 1957 nam Westinghouse Brake and Signal Company Ltd. het merk over. De motorfietsproductie werd in dat jaar beëindigd.

#### Modellenoverzicht jaren veertig
| 350cc-modellen | T 35      | Mk III      | Mk III De Luxe | Mk III Sports | T 35 Competition | Mk IV     | Mk IV Sports |
| -------------- | --------- | ----------- | -------------- | ------------- | ---------------- | --------- | ------------ |
| Periode        | 1947-1948 | 1948-1949   | 1948-1949      | 1948-1949     | 1948-1951        | 1949-1950 | 1949-1950    |
| Categorie      | Toer      | Toer        | Toer           | Sport         | Scrambler        | Toer      | Sport        |
| Cilinderinhoud | 350 cc    | 350 cc      | 350 cc         | 350 cc        | 350 cc           | 350 cc    | 350 cc       |
| 600cc-modellen | DV 60     | DV 60 Mk II |                |               |                  |           |              |
| Periode        | 1945      | 1948        |                |               |                  |           |              |
| Categorie      | Prototype | Prototype   |                |               |                  |           |              |
| Cilinderinhoud | 602 cc    | 602 cc      |                |               |                  |           |              |

#### Modellenoverzicht jaren vijftig
| 350cc-modellen | Plus 80   | Plus 90   | Mk V      | Mk VI Dragonfly |
| -------------- | --------- | --------- | --------- | --------------- |
| Periode        | 1950-1953 | 1950-1953 | 1950-1954 | 1955-1956       |
| Categorie      | Clubman   | Clubman   | Toer      | Toer            |
| Cilinderinhoud | 350 cc    | 350 cc    | 350 cc    | 350 cc          |

#### Afbeeldingen

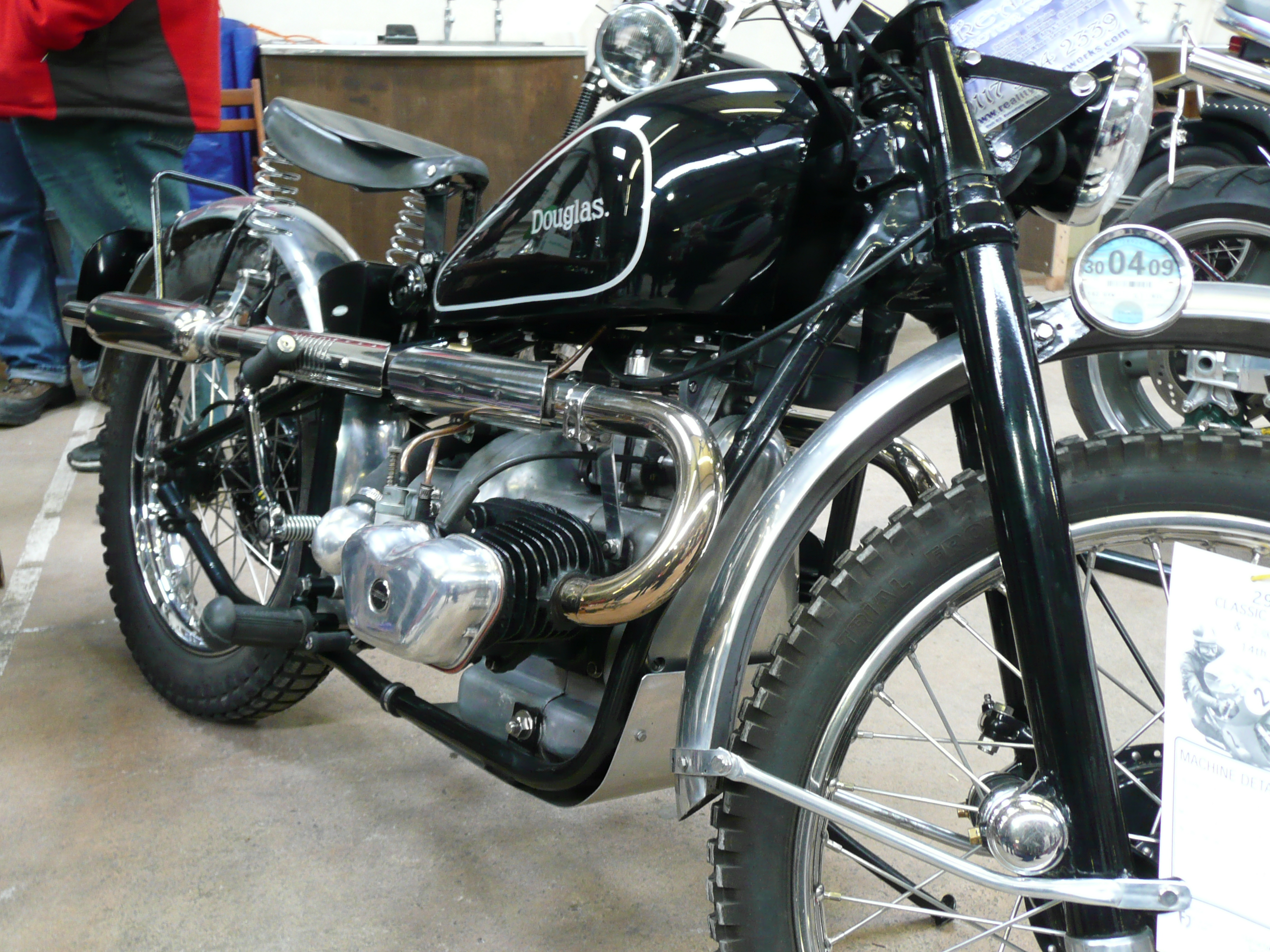
Douglas T 35 Competition (1950)
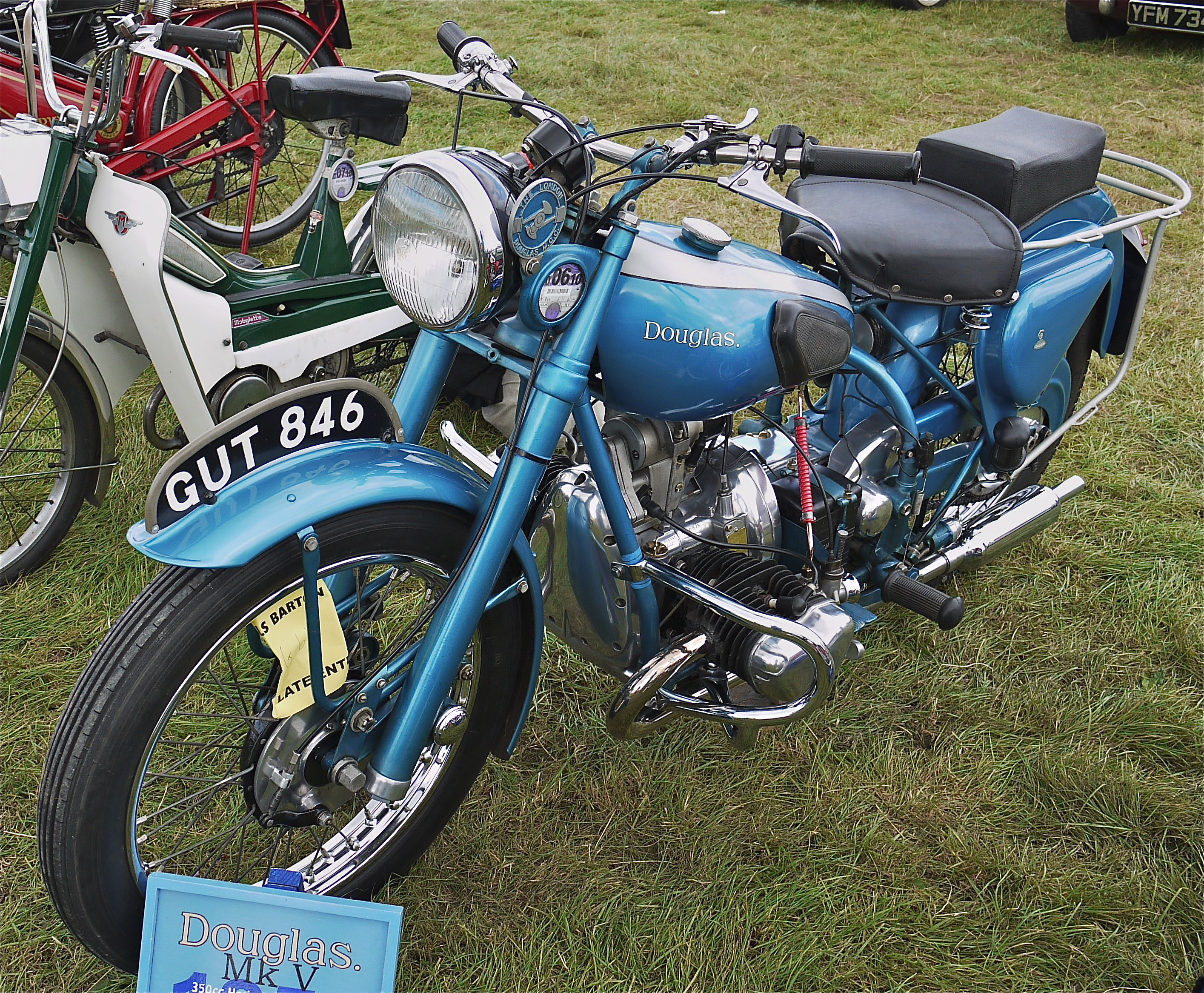
Douglas Mk V (1950-1954)
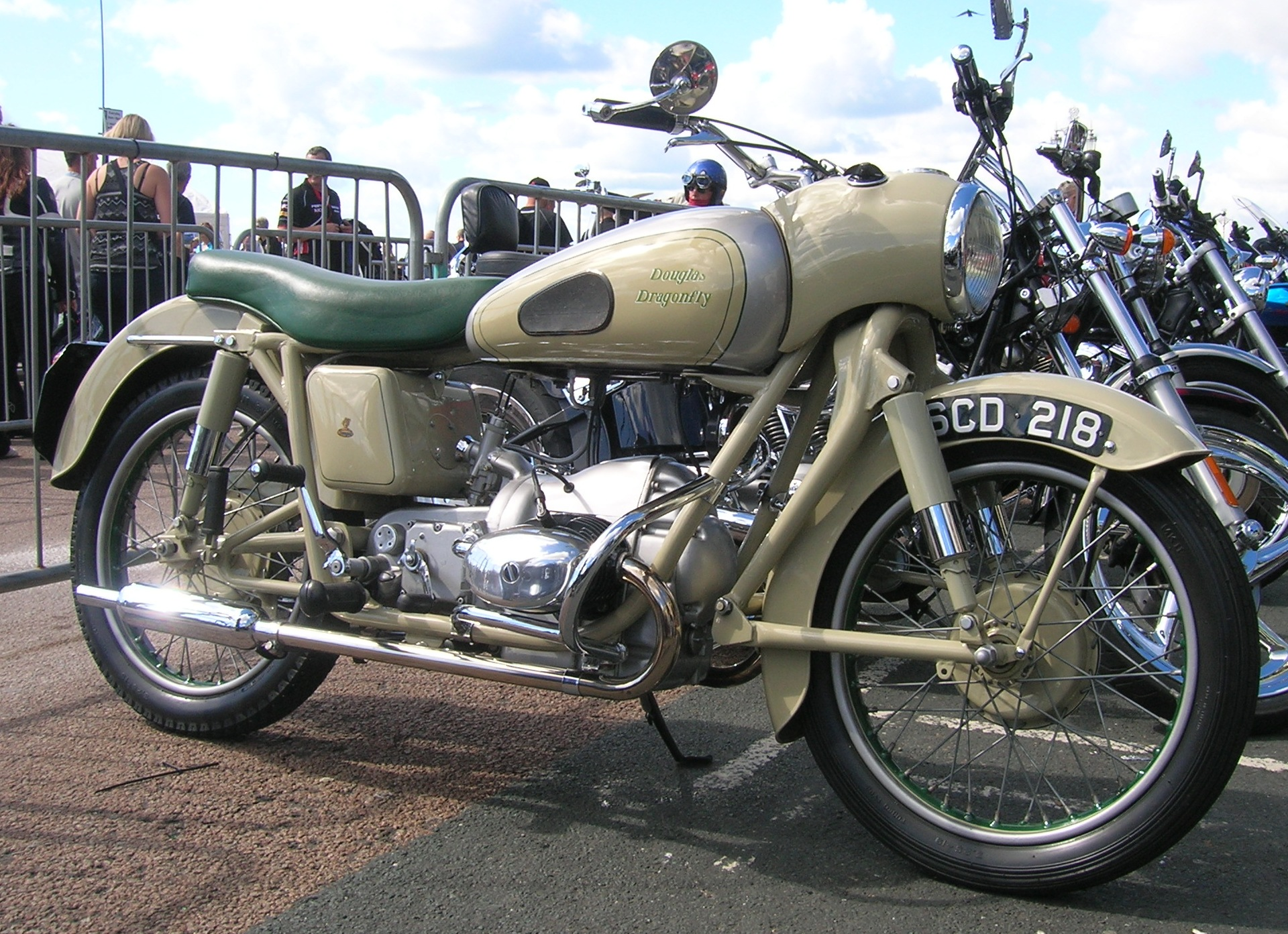
Douglas Mk VI Dragonfly (1955-1957)
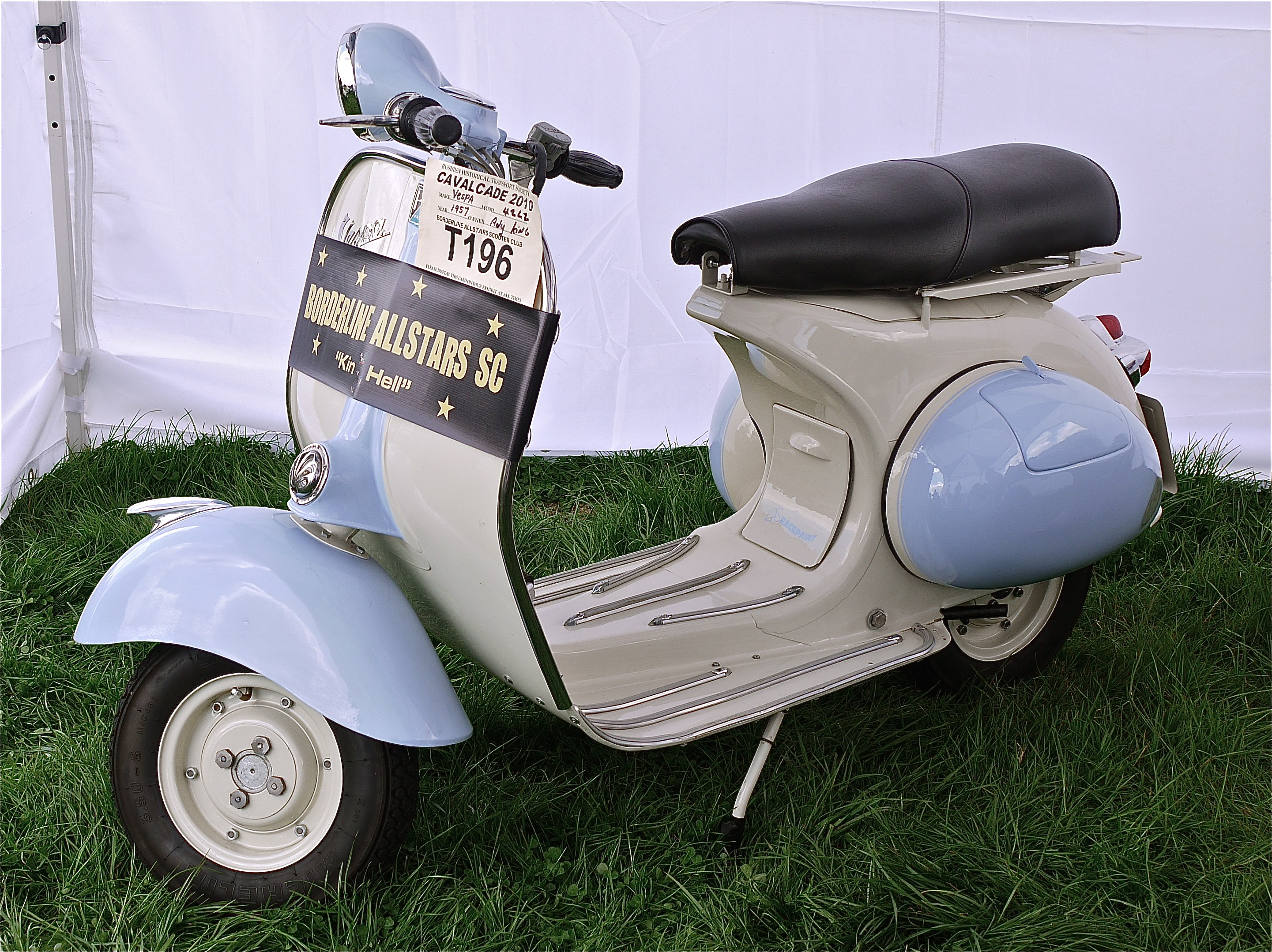
Douglas-Vespa uit 1957

### Ontwikkeling van de motor

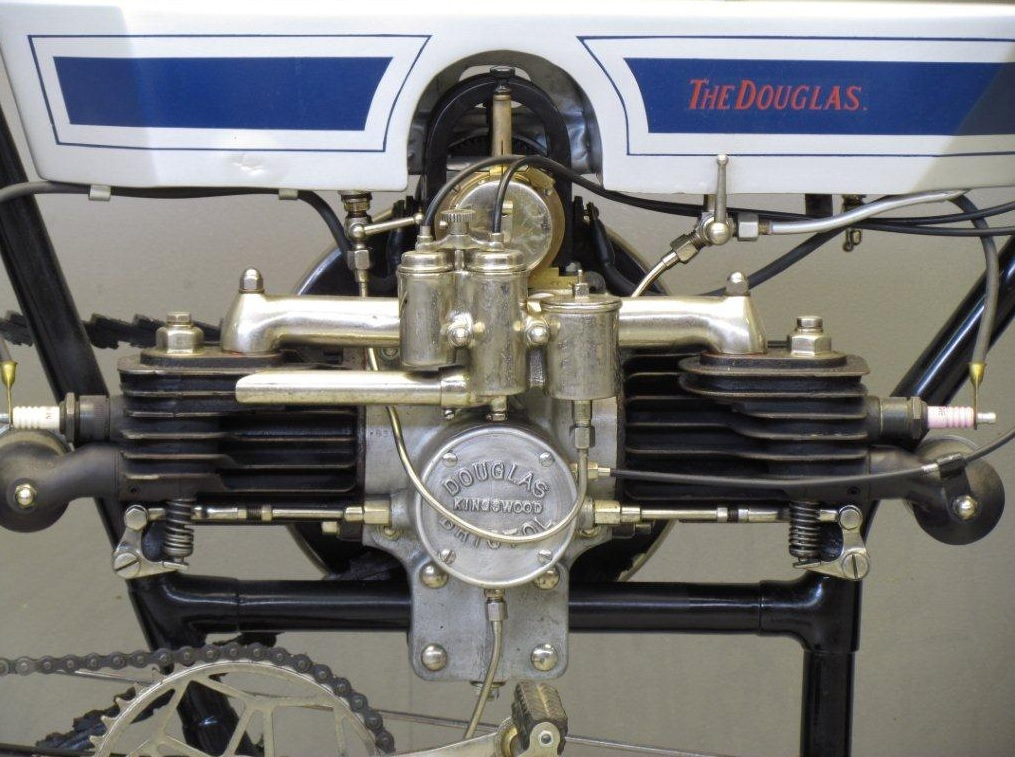
In 1910 nog automatische inlaatkleppen
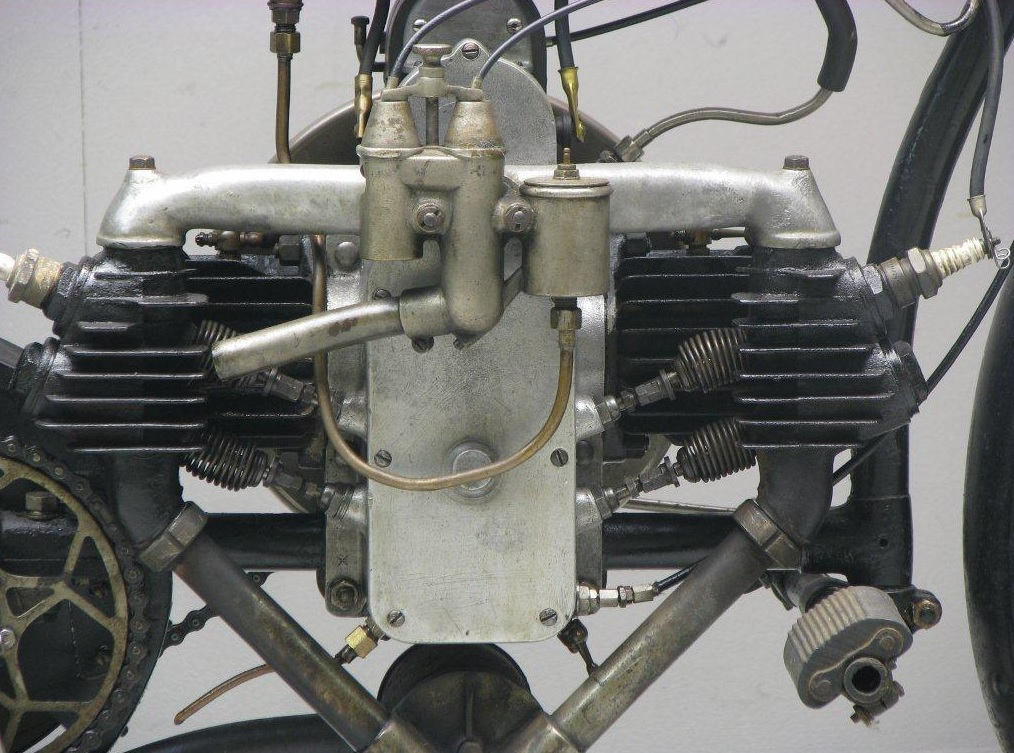
In 1912 vier gecommandeerde zijkleppen
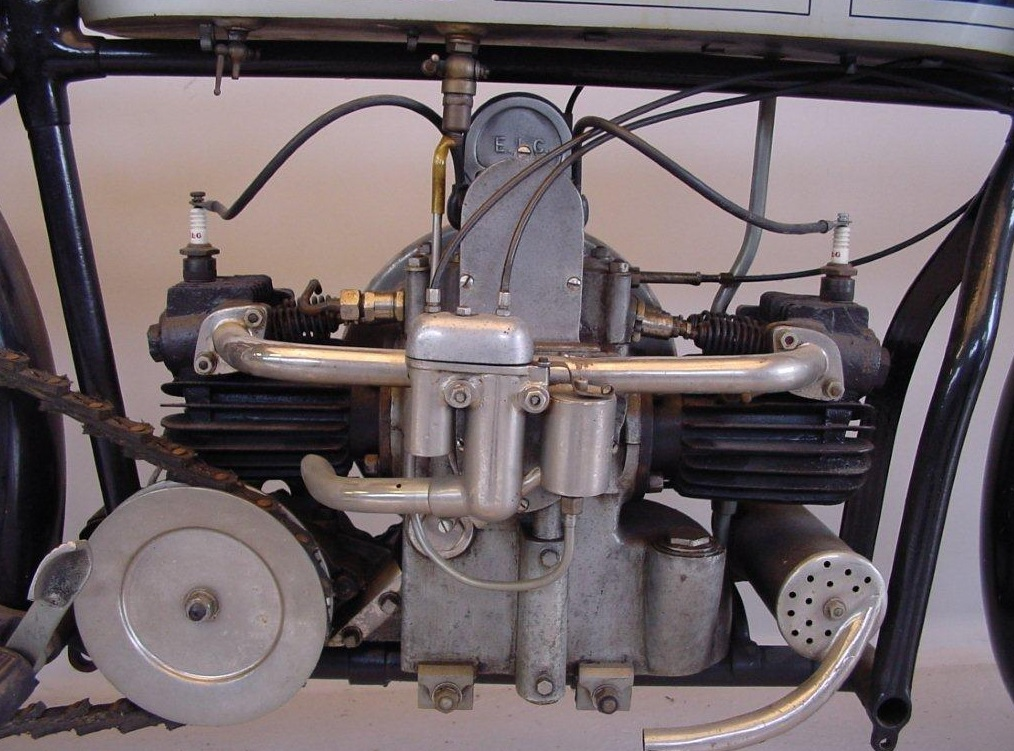
Het 500cc (3½pk)-model had in 1914 de kleppen boven de motor en een wet-sumpsysteem
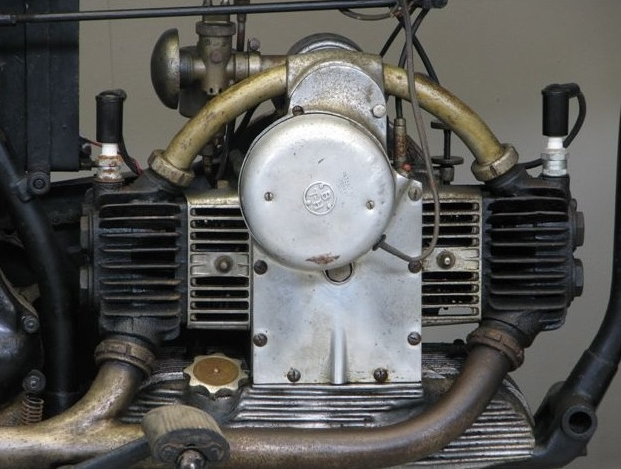
In 1929 kregen ook de 350cc-modellen een carterpan en wet-sumpsmering
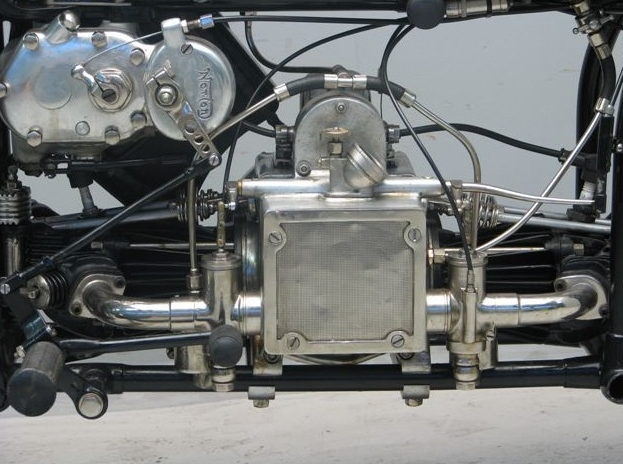
Pas eind jaren twintig verschenen de eerste kopklepmotoren voor klanten, maar alleen op clubmanracers, dirttrack- en speedwaymachines
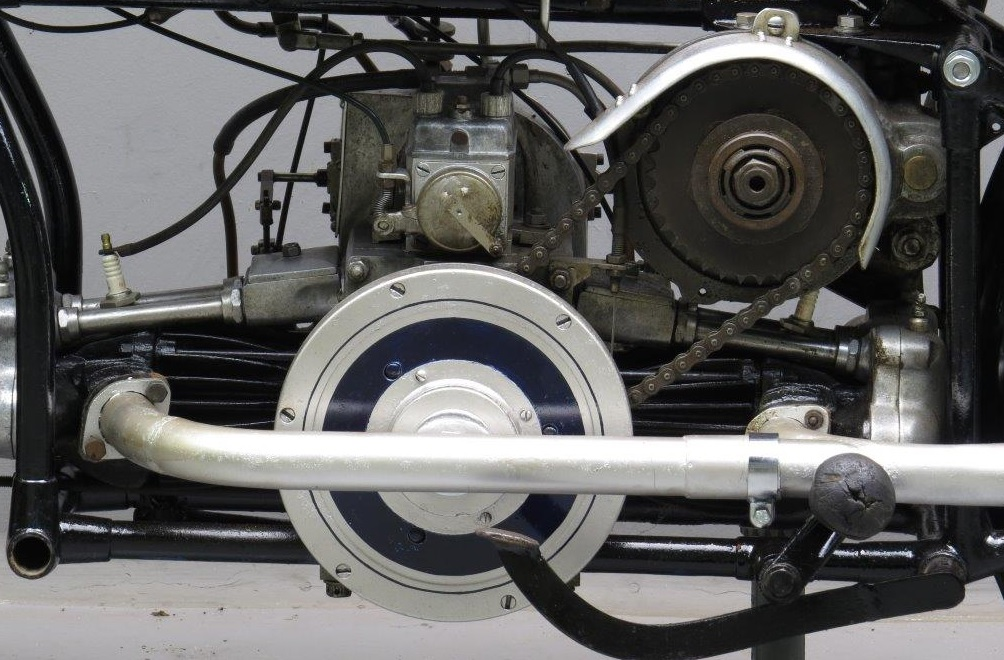
Geheel ingekapseld kleppenmechanisme bij deze F 31 uit 1931
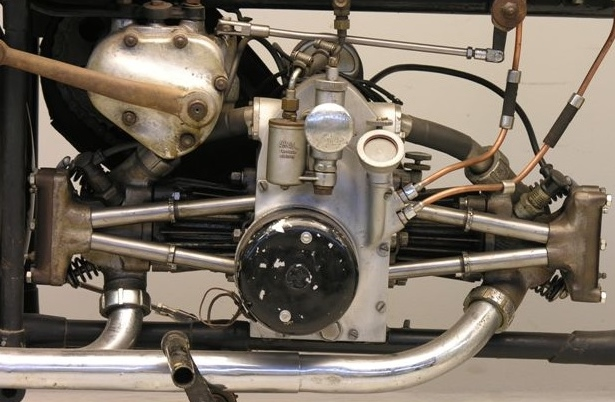
De motoren van de 350cc-K 32 en de 500cc-M 32 waren buitenbeentjes: kopkleppers op een zijklep-carter en daarom zaten de stoterstangen aan de zijkant, waar eerst de zijkleppen hadden gezeten.
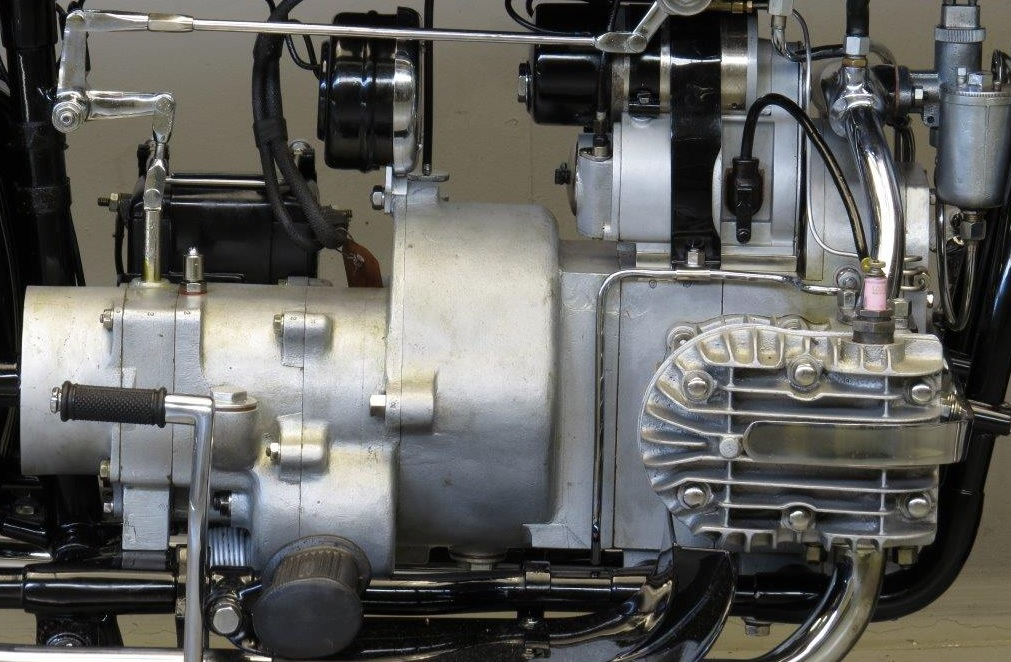
De eerste langsgeplaatste motor verscheen in 1935: de 500cc-Endeavour
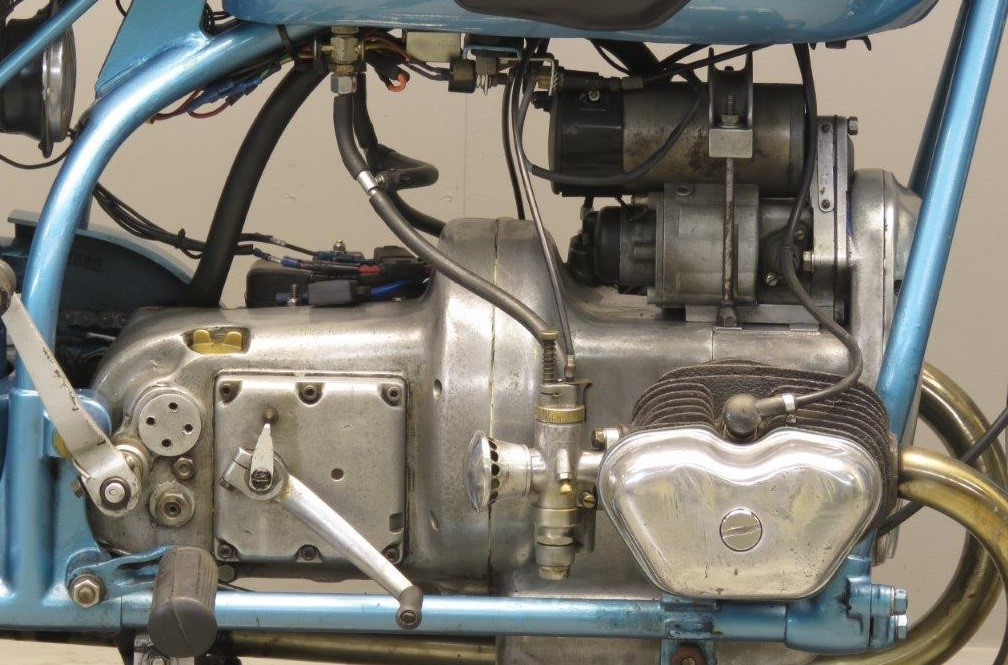
Een van de laatste Douglas-motoren, langsgeplaatst zoals bij deze Mk IV Sports.

## Trivia

### Duurder dan nieuw
Douglas was samen met Triumph de enige Britse fabrikant die tijdens de Eerste Wereldoorlog mocht produceren. Daardoor was er na de oorlog een groot tekort aan motorfietsen in Groot-Brittannië. Douglas kocht dan ook een aantal WD-modellen terug van het War Department, knapte ze op en verkocht ze weer. Door de grote vraag, maar ook door de goede naam die de machines tijdens de oorlog hadden verkregen, waren ze vaak duurder dan toen ze nog nieuw waren.

### Constructeurs
De topconstructeurs Doug Hele en Walter Moore ontmoetten elkaar bij Douglas, waar de jonge Hele na de Tweede Wereldoorlog als technisch tekenaar en leerling van Moore ging werken. Moore was begin jaren twintig zijn carrière bij Douglas begonnen, maar was naar Norton en later naar NSU gegaan. Hij moest vanwege de oorlogsdreiging terugkeren naar Groot-Brittannië en kwam zo weer bij Douglas terug.